# 中華人民共和国の世界貿易機関加盟
中華人民共和国の世界貿易機関加盟（ちゅうかじんみんきょうわこくのせかいぼうえききかんかめい）では、中華人民共和国が世界貿易機関（WTO）へ加盟したことにおける交渉の歴史と、その意義を解説する。

## 概説
中華人民共和国（中国）の世界貿易機関加入は、2001年11月9日から13日まで中東・カタールのドーハで開かれたWTO第4回閣僚会議において、11月10日満場一致で可決された。中国は翌11月11日に受諾書を寄託したことから、加入議定書の規定により、30日後の2001年12月11日に加入資格が正式に発効し、中国は143番目の加盟国になった。同時に台湾の中華民国（台澎金馬個別関税領域）の加入も11月11日に可決され、2002年1月1日に加入資格が発効している。これにより、東アジアの国際的な経済関係にWTOという共通の基盤が整うこととなった。

## 交渉の歴史
中国のWTO加盟交渉は、極めて特殊性を有するものであった。というのは中華民国が旧関税貿易一般協定（GATT）の原締約国であったが、同国政府が台湾に移転した後の1950年にGATTからの脱退を通告したことで、中国は長い間GATT体制の枠組みの外に置かれていたからである。しかし、1986年7月、中国（中華人民共和国）政府は「GATT締約国としての地位の回復」を申請した。新規加入の手続きを申請しなかったのは、中国政府は、台湾政府による1950年の脱退通告は無効なものであるとの立場をとったからである。これに基づいて中国にGATT締約国としての地位を認めるための条件を定める交渉が開始された。旧GATTはプラグマティズム（実務主義）を信条とする柔軟な組織であったので、交渉の名称いかんにかかわらず、実質的には新規にGATTに加入する場合と同様の手続き、すなわち作業部会（Working Party）を設けて、そこで中国の加入条件を審査するとし、以後15年にわたる中国の加入交渉が始まった。折しも新ラウンド（ウルグアイ・ラウンド）の交渉が開始されようとしており、新ラウンドへの参加資格は、既存のGATT締約国のみならず、交渉開始までに加入申請が受理され、作業部会が設置されている国にも開放されることとされていたことから、中国のGATT加入申請のタイミングにも意義があった。中国のGATT加入交渉は、当初は米国の支援もあって順調に進むかに見えたが、1989年6月の天安門事件により情勢が一変し、交渉は暗礁に乗り上げた。交渉の再活性化が図られたのはウルグアイ・ラウンドの交渉が実質的に終結した1993年末から1994年にかけてであり、中国もこの機会を逸するとWTOの原加盟国になれないことが分かっていたため、大幅な譲歩を示して事態の打開を試みたが、結局時間切れによりGATT加入は実現しなかった。

## WTO加盟が中国国内に与えた影響

### 経済・金融面
WTO元年となった2002年の中国の対外経済関係は、「WTO加盟効果」を十二分に発揮した成果を見せた。同年1月から12月の中国の輸出入実績は初めて6000億ドルを突破し、前年比22パーセント増の6208億ドルとなった。このうち輸出額は初めて3000億ドルを超え前年比22パーセント増の3255億ドルとなった。世界的に貿易が伸び悩む中で2桁の高い伸び率は驚異的ですらあった。WTO加盟は、中国の金融市場の対外開放を加速させた。1994年国務院が「外資金融機関管理条例」を発表した時点では、外資系金融機関は5つの経済特区と30都市ほどにしか認められておらず、業務も外貨業務のみで、顧客対象も外資系企業と外国人に限られていた。それが2001年末には、人民元業務（預金、貸付、決済の各業務）のできる外資系銀行は上海に23行、深圳に8行になっていた。中国政府は、WTO加盟の一環として人民元業務の地域制限を段階的に開放し、加盟後5年で撤廃するという方針を打ち出した。人民元業務の顧客制限についても加盟後2年以内に中国企業に開放し、加盟後5年で中国人個人に開放するという方針も打ち出した。

### 法制度面
GATT加盟を実現するにあたっては、経済面のみならず政治面でも、近代的法治国家に相応しい民主主義や人権の保障が求められた。そのため民主主義や人権などの問題に対する法律上の保障を強化するための立法が進んだ。その結果は、監獄法、法官法、検察官法、弁護士法、刑事訴訟法、刑法などの司法関係の法改正および行政処罰法、行政監察法、村民委員会組織法などの行政関係の法改正に結実した。改革開放政策が開始された時点では、中国は社会主義経済システムの中での国内経済改革と対外経済開放を目指した。つまり国内経済では公有制を基本とし、計画指令経済体制をとる国内経済と、市場原理によって動く外国資本との間には大きなギャップが存在した。このような差異の存在を前提として、中国に外資を導入すべく制定されたのが直接投資分野における一連の法制度であり、渉外経済法と呼ばれる。すなわち、経済関係を規制対象とし、当事者の一方に中国側、他方に外国側が存在する場合に適用され、その規制範囲は、国際私法、国際取引法、海商法など広範囲に及ぶ。WTOへの加盟により、グローバルスタンダードによる経済の再編が急速に行われる状況に対応して、内外平等の原則をもった各種法規が制定されるようになった。中国の渉外経済法関連法規も、WTOの海外直接投資に関連する原則に合致される必要が生じた。

## 中国のWTO加盟が国際社会に与えた影響
中国のWTO加盟は、中国が国際経済関係の共通したシステムのメンバーになり中国経済が国際市場にリンクするということにとどまらず、日本をはじめ東アジアの国・地域の経済が中国経済・市場とリンクすることでもあり、日本も当然その恩恵を受けている。日本から中国への輸出の前年比伸び率は、2002年に28.2パーセント、2003年は43.6パーセントそして2004年には29.0パーセントを記録した。香港を別とした中国が日本の最大の貿易相手国となったのは2007年のことである。当時日本の景気が上向いた一つの原因として、中国の経済的台頭があったことは疑いない。